# Arachnophaga costalis
Arachnophaga costalis är en stekelart som beskrevs av Charles Joseph Gahan 1943. Arachnophaga costalis ingår i släktet Arachnophaga och familjen hoppglanssteklar. Inga underarter finns listade.